# Didier Malga
Didier Malga est un pilote de rallye de régularité français, né le 7 décembre 1955 à Chamalières (Auvergne).
Il est Champion de France 2016 et 2017 Trophée ENRS (Énergies Nouvelles Régularité Sportive), 1er du FIA Electric and New Energy Championship en 2018 et 3e de la Energy Consumption Cup en 2019 (FIA Electric ans New Energy Championship E-Rally).

## Biographie
Il organise également des raids tout-terrains sous le label Cantal Trophy et des road-trips réservés aux véhicules anciens, de collection et de prestige sous le label Cantal Classic Tour, destinés à promouvoir la région du Cantal.
En 2015, il participe au Tour de Corse VHRS (Rallyes Historiques de Régularité Sportive, doublure du Tour de Corse WRC) qu’il remporte au volant d’une CG Coupé 1300S et s’inscrit au Rallye Monte-Carlo Energies Nouvelles au volant d’une Peugeot 208 roulant à l’éthanol. Il termine à la 44e place du classement régularité et à la 60e place du classement général (régularité + consommation).
En 2016, il devient créateur, promoteur, manager du Trophée ENRS (Énergies Nouvelles Régularité Sportive) et concurrent. Il remporte ce championnat comptant six épreuves, au volant d’une Toyota Auris hybride. Engagé sur le eRallye Monte-Carlo au volant d’une Tesla Model S,  il termine troisième de cette épreuve du Championnat du monde Energies Nouvelles, associé à Anne-Valérie Bonnel. 
En 2017, Didier Malga participe de nouveau au Trophée ENRS dont il est toujours manager et qui se déroule sur dix épreuves. Engagé sur une Toyota Auris hybride, il remporte ce championnat pour la seconde année consécutive.
Cette même année, il participe, au volant d'une Tesla Model S, au eRallye Monte-Carlo, épreuve comptant pour le Championnat du monde Énergies Nouvelles. C'est pendant la nuit du Turini qu'il prend le commandement de la course et remporte la victoire, associé à Anne-Valérie Bonnel. Il contribue à l'obtention par Tesla de la 1re place au classement constructeurs du FIA Electric and New Energy Championship.
En 2018, il s’inscrit au championnat du monde énergies nouvelles (FIA Electric ans New Energy Championship E-Rally) et s’engage selon les épreuves, soit sur une Tesla Model S, soit sur une Renault Zoé 40. Il décroche le titre de Champion du monde lors de l’avant-dernier rallye de la saison (il est second du eRallye Monte Carlo) et obtient pour Renault le titre constructeur FIA de ce championnat,. 
En 2019, il s'engage à nouveau en Championnat du monde Énergies Nouvelles avec une Tesla Model 3, toujours en équipe avec Anne-Valerie Bonnel. Il termine à la 4e place du championnat. Accessoirement, il obtient la 3e place de la catégorie Energy Consumption Cup. 
En 2020 a lieu un important changement au règlement du FIA Electric and New Energy Championship - E-Rally. Le classement des épreuves tient désormais compte des places obtenues lors des épreuves spéciales de régularité ainsi que de la performance énergétique de l'équipage durant la totalité de l'épreuve (fusion des 2 classements de la saison précédente). Il termine à la 8e place du championnat, pénalisé par la composante énergétique.

## Vie privée
Il exerce la profession d'agent général d’assurance.

## Résultats en rallyes Énergies Nouvelles

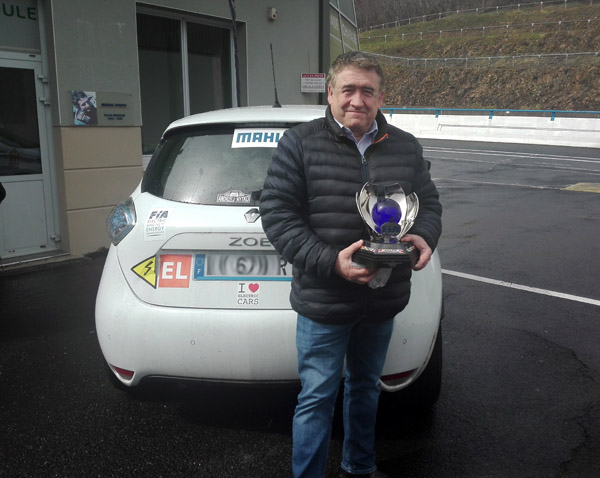
Didier Malga et son trophée FIA 2018.

2016 Trophée de France Énergies Nouvelles Régularité Sportive FFSA
| Rallye                   | Voiture              | Copilote            | Position            |
| ------------------------ | -------------------- | ------------------- | ------------------- |
| Rallye Aquitaine Classic | Toyota Auris hybride | Anne-Valérie Bonnel | Abandon             |
| Rallye du Gard           | Toyota Auris hybride | Anne-Valérie Bonnel | 1er                 |
| Charente Maitime Classic | Toyota Auris hybride | Anne-Valérie Bonnel | 4e                  |
| Rallyes Mare et Machia   | Toyota Auris hybride | Anne-Valérie Bonnel | Epreuve interrompue |
| Rallye du Médoc          | Toyota Auris hybride | Anne-Valérie Bonnel | 1er                 |
| Classement général       | Champion de France   | Champion de France  | 1er                 |

| Rallye                    | Voiture              | Copilote            | Position |
| ------------------------- | -------------------- | ------------------- | -------- |
| Rallye Vallée du Cher     | Toyota Auris hybride | Anne-Valérie Bonnel | 1er      |
| Rallye du Limousin        | Toyota Auris hybride | Anne-Valérie Bonnel | 1er      |
| Rallye Morzine Mont-Blanc | Toyota Auris hybride | Anne-Valérie Bonnel | 2e       |
| Rallye Mare et Machia     | Toyota Auris hybride | Anne-Valérie Bonnel | 4e       |
| Rallye du Var             | Toyota Auris hybride | Anne-Valérie Bonnel | 2e       |
| Classement général        | Champion de France   | Champion de France  | 1er      |

2017  Championnat du Monde Electric and New Energy Championship FIA
| Rallye              | Voiture       | Copilote            | Position |
| ------------------- | ------------- | ------------------- | -------- |
| eRallye Monte Carlo | Tesla Model S | Anne-Valérie Bonnel | 1er      |

| 2018 Championnat du Monde Electric and New Energy Championship FIA | 2018 Championnat du Monde Electric and New Energy Championship FIA | 2018 Championnat du Monde Electric and New Energy Championship FIA | 2018 Championnat du Monde Electric and New Energy Championship FIA |
| Rallye                                                             | Copilote                                                           | Voiture                                                            | Position                                                           |
| ------------------------------------------------------------------ | ------------------------------------------------------------------ | ------------------------------------------------------------------ | ------------------------------------------------------------------ |
| EcoRally San Remo                                                  | Anne-Valerie Bonnel                                                | Tesla Model S                                                      | 2e                                                                 |
| New Energy Rally Cesky Krumlov                                     | Anne-Valerie Bonnel                                                | Tesla Model S                                                      | 6e                                                                 |
| Portugal EcoRally                                                  | Anne-Valerie Bonnel                                                | Tesla Model S                                                      | 14e                                                                |
| Eco Rally Bohemia                                                  | Anne-Valerie Bonnel                                                | Renault Zoe                                                        | 1er                                                                |
| Ecorally Bulgarie                                                  | Anne-Valerie Bonnel                                                | Renault Zoe                                                        | 1er                                                                |
| Rally Poland New Energy                                            | Anne-Valerie Bonnel                                                | Renault Zoe                                                        | 2e                                                                 |
| e Rally Iceland                                                    | Anne-Valerie Bonnel                                                | Renault Zoe                                                        | 1er                                                                |
| e Rallye Monte-Carlo                                               | Anne-Valerie Bonnel                                                | Tesla Model S                                                      | 2e                                                                 |
| EcoRallye Comunitat de Valenciana                                  | Anne-Valerie Bonnel                                                | Renault Zoe                                                        | 4e                                                                 |
| Classement général                                                 | Champion du Monde                                                  | Champion du Monde                                                  | 1er                                                                |

| Rallye             | Voiture                | Copilote            | Position                   |
| ------------------ | ---------------------- | ------------------- | -------------------------- |
| Athènes Grèce      | Tesla Model 3          | Anne-Valérie Bonnel | 3e                         |
| Chablais Suisse    | Tesla Model 3          | Anne-Valérie Bonnel | 4e                         |
| Portugal Oeiras    | Tesla Model 3          | Anne-Valérie Bonnel | 8e                         |
| Canada Quebec      | Chevrolet Bolt         | Anne-Valérie Bonnel | 2e                         |
| Islande            | Renault Zoé            | Anne-Valérie Bonnel | 2e                         |
| Pologne Cracovie   | Tesla Model 3          | Anne-Valérie Bonnel | 4e                         |
| Slovenie           | Tesla Model 3          | Anne-Valérie Bonnel | 2e                         |
| Espagne Bilbao     | Tesla Model 3          | Anne-Valérie Bonnel | 8e                         |
| Monte Carlo        | DS 3 CROSSBACK E-TENSE | Anne-Valérie Bonnel | 4e/ vainqueur par équipe   |
| Espagne Valence    | Tesla Model 3          | Anne-Valérie Bonnel | 3e                         |
| Classement Général |                        |                     | 4e / 3e de Consumption Cup |

| Rallye             | Voiture       | Copilote            | Position |
| ------------------ | ------------- | ------------------- | -------- |
| Islande            | Renault Zoé   | Anne-Valérie Bonnel | 5e       |
| Portugal Oeiras    | Tesla Model 3 | Anne-Valérie Bonnel | 15e      |
| Espagne Valence    |               |                     |          |
| Classement Général |               |                     | 8e       |

## Autres activités
- Membre de la Commission Énergies Nouvelles de la FFSA, invité permanent depuis 2016
- Référent de la Ligue d’Auvergne Automobiles Énergies Nouvelles depuis 2018[6]
- 2021 : Élu au conseil d'administration du Groupement des Professionnels des Sports Mécaniques (ex GN CACEIPA circuits français et pistes essai)

## Distinctions
- Médaille de bronze du tourisme en 1995[7]
- Médaille d’argent du tourisme en 2003[8]